# 大台南公車橘幹線
大台南公車橘幹線為大台南六大幹線公車之一，由興南客運營運。起站由興南客運佳里站出發後，行經麻豆轉運站、善化轉運站、大內，並行駛台84線快速公路，為全台南市第一條行駛快速公路的幹支線公車路線，終點行駛至興南客運玉井站。。橘幹線主題公車為「水果王國」（此主題公車因達到法定年限而報廢停用），另外曾因應玉井芒果產季與芒果節活動舉辦而推出期間限定的「芒果公車」。
本線係由原本7617路（玉井－環湖）公路客運路線改制而成，於2013年6月1日正式通車。該線免費搭乘活動因逢走馬瀨農場舉辦活動，故延長至2013年7月7日結束，因行經快速公路，2018年起搭乘橘幹線需繫上安全帶。
根據2019年運量統計，本線運量為53萬7334人次，在全臺南市公車路線運量排第15名。 

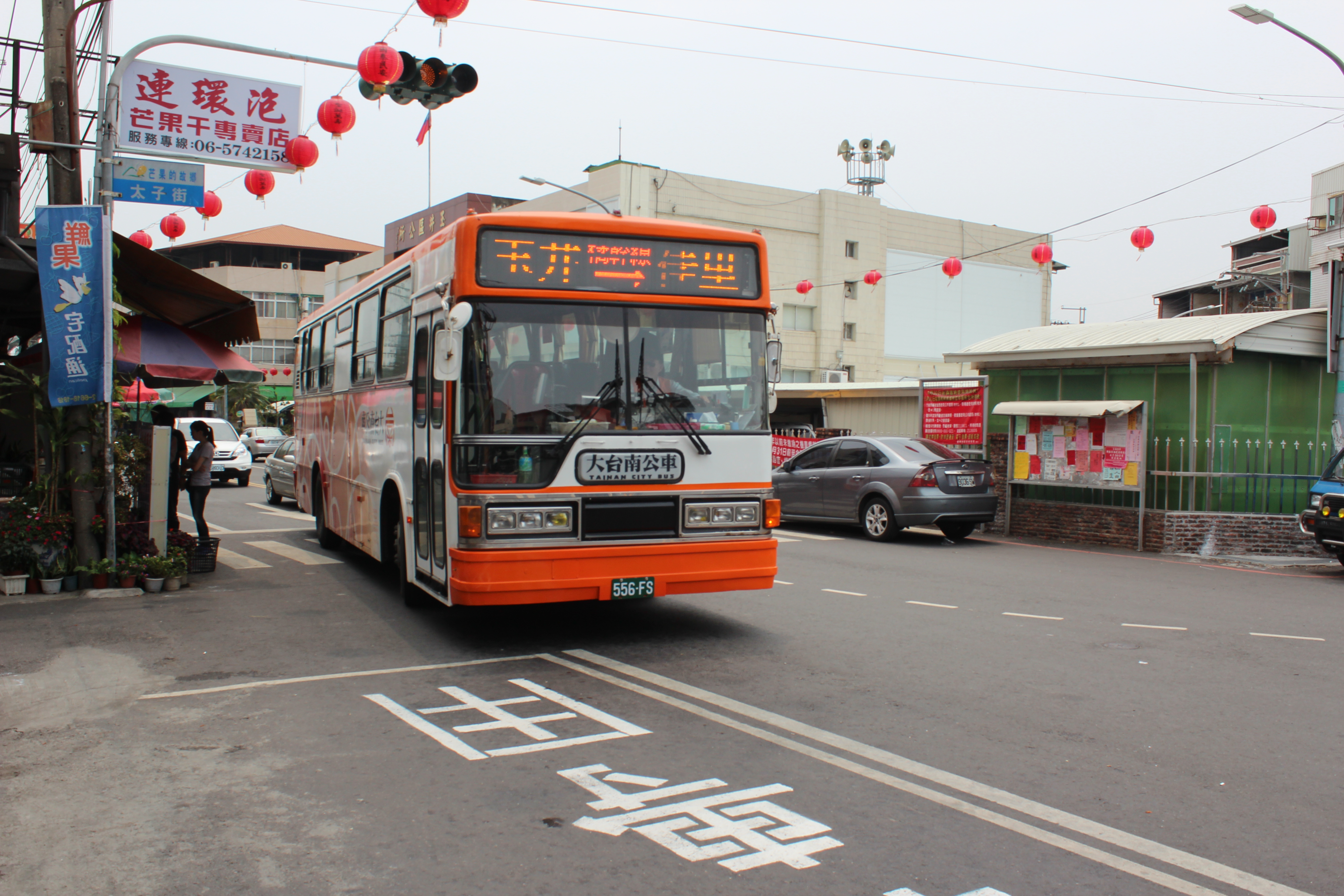
自2014年起，橘幹線採用前首都客運2002年HINO ERK2JML，本車已除役

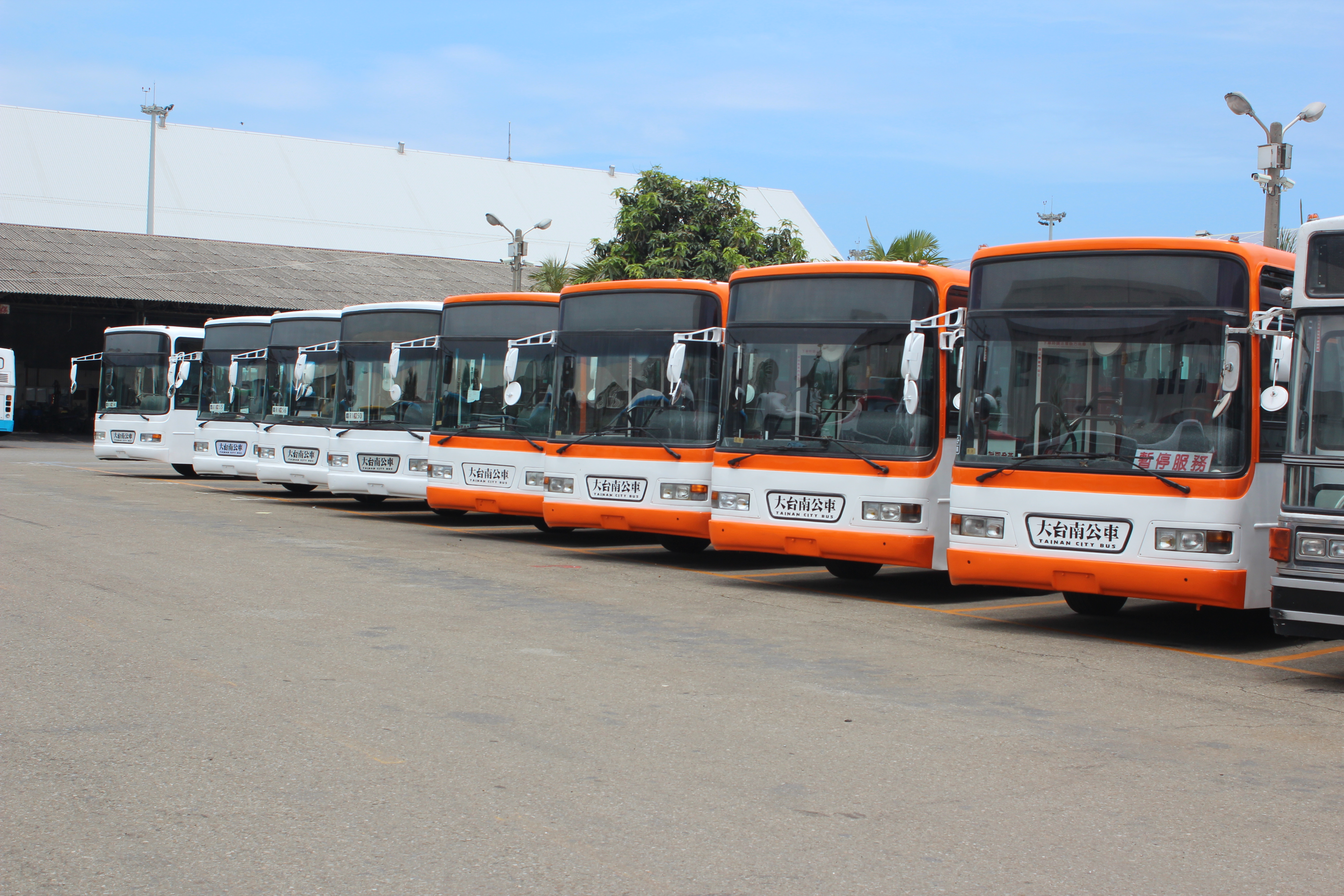
自2014年起，橘幹線採用7輛前臺北客運2007年HINO RK8JRSA（右排者），已全數除役

## 歷史
- 2013年6月1日：因應大台南公共運輸政策，原興南客運的7617路（玉井－環湖）公路客運路線改制為橘幹線，並於同日通車。
- 2013年6月30日：因逢走馬瀨農場舉辦活動，故免費搭乘活動延長至7月7日結束。
- 2013年7月7日：免費搭乘活動結束。
- 2013年7月22日：新增「大內口」招呼站。
- 2014年4月10日：新增「二溪交流道」招呼站。
- 2014年8月：該線配車全面更換HinoRK8JRSA大巴。2002年HinoERK2JML短軸大巴退場，預計年底前報廢，2002年大窗車（水果王國主題公車）亦退場報廢。
- 2014年9月1日：新增「興國路口」招呼站。
- 2014年11月1日：新增「磚窯」招呼站。
- 2014年11月13日：原「善化火車站」更名為「善化轉運站」，候車位置遷移至火車站前候車亭。
- 2014年12月6日：新增「內庄朝天宮」招呼站。
- 2014年12月22日：新增「北勢洲橋」招呼站。
- 2015年8月1日：新增「移民署」、「大內生命園區」招呼站。
- 2015年9月1日：新增「厝尾」招呼站。
- 2015年9月14日：原「果菜市場」站更名為「麻豆轉運站」，候車位置由市道176線上候車亭改至轉運站前[4]。
- 2016年1月1日：新增「什美」招呼站。
- 2016年6月2日：原「戲院前」站更名為「電姬戲院」。
- 2016年11月20日：新增「大內山莊」招呼站。
- 2017年6月9日：新增「彼緹娃蛋糕工廠」招呼站。
- 2017年8月10日：VOLVO低地板巴士（KKA-7310）上路，淘汰470-U9。
- 2018年1月1日：因應法規規定行經快速公路之客運乘坐時需繫上安全帶，橘幹線搭乘乘坐時需繫上安全帶。
- 2018年1月15日：新增「萬聖公」招呼站。
- 2018年6月27日：原「善化公所」站更名為「善化區公所」、「大內公所」站更名為「大內區公所」。
- 2018年7月1日：投入2012年 HINO RK8JRSA（原綠幹線配車）4輛，淘汰3輛 2007年HINO RK8JRSA。
- 2018年9月28日：新增「二重溪」招呼站。
- 2018年10月26日：新增「口豐」招呼站。
- 2019年5月10日：新增「二溪朝天宮」招呼站。
- 2020年3月13日：新增「南茄拔」招呼站。
- 2020年12月4日：新增「文聖廟」招呼站（往佳里站）。
- 2021年10月1日：原「大內分駐所」站更名為「大內教會」。
- 2025年8月1日：原「大潤發」站更名為「大全聯（佳里店）」。

## 路線基本資料
- 全程行車里數：39.8公里。
- 全程行車時間：約80分。
- 行經行政區域：臺南市佳里區、麻豆區、善化區、大內區、玉井區。
- 主要行駛道路：市道176號、台19甲線、市道178號、台84線。
（由於行經台84線快速道路，依公路局規定不能在行駛途中站立，故走馬瀨－二溪交流道間限24～30位乘客上車(視車型而定)）
- 日運量約1472人。

### 停站
參見右側站牌路線圖。

### 收費
依里程計費，刷卡前8公里免費，轉乘再優惠9元。

### 橘線配車
- 2013年 2輛VOLVO B7RLE低地板公車：692-FS~693-FS
- 2014年 2輛申沃SWB6127低地板公車：415-U9、417-U9
- 2015年 1輛申沃SWB6127低地板公車：066-U9
- 2018年 1輛VOLVO B7RLE低地板公車：KKA-7323
- 2021年 8輛GOLDEN DRAGON電動低地板公車：EAA-753、EAA-768、EAA-770~EAA-776
- 以上配車以固定行駛班次為主

### 過往配車
- 2002年 5輛HINO ERK2JML（前首都客運）：553-FS~557-FS、559-FS（淘汰）
- 2002年 1輛HINO ERK2JRL（前首都客運）：610-FS（淘汰）
- 2007年 7輛HINO RK8JRSA（前台北客運）：466-U9~472-U9（淘汰）
- 2012年 7輛HINO RK8JRSA：651-FS~653-FS、657-FS~660-FS（淘汰）
- 2013年 1輛申沃SWB6127低地板公車：685-FS（轉調至他線）
- 2015年 3輛VOLVO B7R遊覽車：KKA-7519、KKA-7521、KKA-7525（已轉賣）
- 2017年 1輛VOLVO B7RLE低地板公車：KKA-7310（轉調至他線）

## 外部連結
- 大台南公車橘幹線路線圖&時刻表 （页面存档备份，存于）
- 大台南公車 （页面存档备份，存于）
- 興南客運（页面存档备份，存于）